# Augusto da Fonseca Júnior
Augusto da Fonseca Júnior ComC (Odemira, Colos, 10 de fevereiro de 1895 —  Lisboa, 2 de janeiro de 1972) foi o 16.º presidente do Sport Lisboa e Benfica (1939-1944). Ocupou o cargo a 1 de Agosto de 1939, depois de ter sido presidente da Assembleia-Geral nos quatro anos anteriores, de 1935 a 1939. Tinha um apurado sentido de responsabilidade e uma noção clara da relação que os sócios deviam manter com o clube.

## Biografia
Foi com Augusto da Fonseca que o Benfica passou das Amoreiras para o Campo Grande, sendo-lhe justamente reconhecido um importante papel no âmbito das difíceis negociações com a Câmara Municipal de Lisboa.
Era filho de José Augusto da Fonseca e de sua mulher Mariana Antónia de Jesus, comerciantes na Vila de Colos. Oriundo de uma família, diríamos, da classe média, seus pais tiveram, ainda assim, posses e vontade para enviar o seu filho para Coimbra, a fim de estudar Medicina na Faculdade de Medicina da Universidade de Coimbra. A sua passagem pela universidade deixou lendária memória. Espírito franco e insubmisso, lembrado pelas atitudes de desassombro e irreverência, pela graça esfuziante e verbo brilhante, esteve associado a proezas estudantis que culminaram com a célebre "tomada da Bastilha" em 1921.
Em Coimbra, Augusto da Fonseca presidiu ainda à direcção da Associação Académica de Coimbra e, ele próprio, se destacou como desportista. Aliás, havia jogado futebol nas primeiras categorias do Benfica, antes de, em 1914, ter ido para Coimbra. De regresso a Lisboa, após a conclusão da Licenciatura, continuo sempre ligado à actividade desportiva. Entretanto, completado o curso de Medicina, foi Primeiro-Tenente-Médico da Armada e, em breve, nomeado Governador Civil do Distrito de Beja, importante cargo que ocupou até 1931. A 6 de Novembro de 1929 foi feito Comendador da Ordem Militar de Nosso Senhor Jesus Cristo (6 de Novembro de 1929) Nunca esquecendo a terra natal, Colos, em 1930, por exemplo, face ao desemprego generalizado, colocou à disposição da Junta de Freguesia a quantia de 1.100$00, para atenuar os efeitos mais gravosos da crise. Entre 1939 e 1944, foi Presidente da Direcção do Sport Lisboa e Benfica, no tempo em que não havia dúvidas sobre a genuína paixão desportiva dos dirigentes desportivos. Foi, ainda, Presidente da Assembleia-Geral do Benfica, entre outras funções, e recebido várias honras dentro do clube. E, em 1949, foi um notável apoiante da candidatura de Norton de Matos à Presidência da República, ficando célebre o seu discurso em Beja, no dia 30 de Janeiro de 1949, onde criticou duramente o Estado Novo.
Em 1958 foi apoiante de Humberto Delgado. À data da sua morte em Lisboa, a 2 de Janeiro de 1972, alguns órgãos de informação, como a revista "Vida Mundial" e o jornal "A Bola", recordaram o homem, a sua cativante personalidade, o seu percurso estudantil e político, a sua acção desportista e de dirigente desportivo.